# Little Murray River (vattendrag i Australien, Victoria)
Little Murray River är ett vattendrag i Australien. Det ligger i delstaten Victoria, omkring 300 kilometer nordväst om delstatshuvudstaden Melbourne.
Trakten runt Little Murray River består till största delen av jordbruksmark. Trakten runt Little Murray River är nära nog obefolkad, med mindre än två invånare per kvadratkilometer. Genomsnittlig årsnederbörd är 353 millimeter. Den regnigaste månaden är februari, med i genomsnitt 56 mm nederbörd, och den torraste är november, med 8 mm nederbörd.